# Norðurland eystra
Norðurland eystra (deutsch östliches Nordland) ist eine der acht Regionen Islands. Sie liegt im Norden des Landes. Ihr Verwaltungssitz ist Akureyri. Am 1. Januar 2025 lebten 32.026 Einwohner auf einer Fläche von 22.691 km² (Bevölkerungsdichte 1,411 Einw./km²).
Im Zuge der Gemeindezusammenschlüsse des Jahres 2006 kamen die Stadt Siglufjörður (durch Eingemeindung nach Fjallabyggð) und die Gemeinde Skeggjastaðir (durch Eingemeindung nach Langanesbyggð) hinzu, dadurch gewann die Region noch einmal kräftig an Einwohnern.

## Einteilung in Kreise und kreisfreie Gemeinden
Norðurland eystra gliedert sich in drei Kreise und vier kreisfreie Gemeinden.
| Gem.-Nr. | Kreisfreie Gemeinde   | Einwohner (1. Januar 2025) | Fläche [km²] | Verwaltungssitz |
| -------- | --------------------- | -------------------------- | ------------ | --------------- |
| 6000     | Akureyrarkaupstaður   | 20.050                     | 138          | Akureyri        |
| 6100     | Norðurþing            | 3.114                      | 3.729        | Húsavík         |
| 6250     | Fjallabyggð           | 1.966                      | 364          | Ólafsfjörður    |
| 6400     | Dalvíkurbyggð         | 1.906                      | 598          | Dalvík          |
| Gem.-Nr. | Kreis                 | Einwohner (1. Januar 2025) | Fläche [km²] | Verwaltungssitz |
| 6500     | Eyjafjarðarsýsla      | 2.031                      | 2.668        | Akureyri        |
| 6600     | Suður-Þingeyjarsýsla  | 2.399                      | 12.707       | Húsavík         |
| 6700     | Norður-Þingeyjarsýsla | 560                        | 2.487        | Húsavík         |

## Einteilung in Gemeinden
Norðurland eystra gliedert sich in elf Gemeinden.
| Gem.-Nr.              | Gemeinde                 | Einwohner (1. Januar 2025) | Fläche [km²] | größere Orte                   |
| --------------------- | ------------------------ | -------------------------- | ------------ | ------------------------------ |
| Kreisfreie Gemeinden  |                          |                            |              |                                |
| 6000                  | Akureyrarkaupstaður      | 20.050                     | 138          | Akureyri                       |
| 6100                  | Norðurþing               | 3.114                      | 3.729        | Húsavík, Kópasker, Raufarhöfn  |
| 6250                  | Fjallabyggð              | 1.966                      | 364          | Ólafsfjörður, Siglufjörður     |
| 6400                  | Dalvíkurbyggð            | 1.906                      | 598          | Dalvík, Hauganes               |
| Eyjafarðarsýsla       |                          |                            |              |                                |
| 6513                  | Eyjafjarðarsveit         | 1.184                      | 1.775        | Kristnes, Brúnahlíð, Hrafnagil |
| 6515                  | Hörgársveit              | 847                        | 893          |                                |
| Suður-Þingeyjarsýsla  |                          |                            |              |                                |
| 6601                  | Svalbarðsstrandarhreppur | 504                        | 55           | Svalbarðseyri                  |
| 6602                  | Grýtubakkahreppur        | 389                        | 432          |                                |
| 6611                  | Tjörneshreppur           | 53                         | 199          |                                |
| 6612                  | Þingeyjarsveit           | 1.453                      | 12.021       | Laugar                         |
| Norður-Þingeyjarsýsla |                          |                            |              |                                |
| 6710                  | Langanesbyggð            | 560                        | 2.487        | Þórshöfn                       |

Koordinaten: 65° 33′ N, 17° 1′ W